# Mikiyasu Tanaka
Mikiyasu Tanaka (jap. 田中 幹保, Tanaka Mikiyasu; * 18. März 1955 in Yumesaki, Kreis Shikama (heute: Himeji), Präfektur Hyōgo) ist ein ehemaliger japanischer Volleyballspieler.
Tanaka gehörte dem Nippon Steel Club an. Von 1973 bis 1986 spielte er in der japanischen Nationalmannschaft. 1976 nahm er an den Olympischen Spielen in Montreal teil und erreichte mit Japan den vierten Platz. Beim World Cup 1977 gewann Tanaka mit der Nationalmannschaft die Silbermedaille. 1982 wurden die Japaner bei der Weltmeisterschaft Vierte. Bei den Olympischen Spielen 1984 in Los Angeles, bei denen Japan den siebten Platz erreichte, wurde Tanaka in allen sechs Spielen eingesetzt. Allerdings wurde er bei einer Dopingkontrolle positiv auf Ephedrin getestet und disqualifiziert.
Von 2001 bis 2004 war Tanaka Trainer der japanischen Nationalmannschaft.